# Extrapolations (serie de televisión)
Extrapolations (conocida en España como Un futuro desafiante y en Latinoamérica como Extrapolaciones) es una serie dramática estadounidense creada por Scott Z. Burns para Apple TV+. El estreno de la serie fue el 17 de marzo de 2023.

## Premisa
Serie antológica de clima ficción que muestra los efectos del cambio climático en el planeta a través de diferentes puntos de vista mediante historias interconectadas.

## Elenco y personajes

### "2037: Una historia de cuervos"
- Daveed Diggs como Marshall Zucker
- Kit Harington como Nicholas Bilton
- Sienna Miller como Rebecca Shearer
- Tahar Rahim como Omar Haddad
- Matthew Rhys como Junior
- Heather Graham como Hannah
- Peter Riegert como Ben Zucker
- Yara Shahidi como Carmen Jalilo.
- Leslie Uggams como Isabel Zucker
- Cherien Dabis como Lina
- Cara Gee como Freda
- Alexander Sokovikov como Vadim
- Noel Arthur como Jordan

### "2046: Caída de la ballena"
- Sienna Miller como Rebecca Shearer
- Meryl Streep como Eve Shearer[3]
- Kit Harington como Nicholas Bilton
- Joaopaulo Malheiro como el joven Ezra Haddad
- Eisa Davis como Christina
- Ato Essandoh como Marco
- Douglas Hodge como Hendricks
- Eisa Davis como Christina
- Louis Arcella como Jorge

### "2047: La Quinta Pregunta"
- Daveed Diggs como Marshall Zucker
- David Schwimmer como Harris Goldblatt
- Judd Hirsch como David Goldblatt
- Nick Kroll como Alpha (voz)
- Neska Rose como Alana Goldblatt
- Leslie Uggams como Isabel Zucker
- Kathryn Kates como la Sra. Goldblatt
- Marianne Rendón como Gabriela
- Judy Gold como Sophie
- Annelise Cepero como Julia
- Kathryn Kates como Mrs. Goldblatt

### "2059: Cara de Dios"
- Diane Lane como Martha Russell
- Edward Norton como Jonathan Chopin
- Indira Varma como Gita Mishra
- Kit Harington como Nicholas Bilton
- Michael Gandolfini como Rowan Chopin
- Cherry Jones como Presidenta Elizabeth Burdick
- Deidre Goodwin como Asesora
- Mía Maestro como Mariama Cruz
- Aimee Mullins como Secretaria de Estado Garrett
- Ajay Naidu como Hiram McDowell
- Sagar Sharma como Agente del Servicio Secreto
- Adarsh Gourav como Gaurav

### "2059 Parte II: Aves Nocturnas"
- Adarsh Gourav como Gaurav
- Gaz Choudhry como Neel
- Keri Russell como Olivia Drew
- Zuleikha Robinson como Anusha
- Waris Ahluwalia como Dr. Harbaksh Mann
- Sanjay Gupta como Él mismo
- Siraj Huda como Doctor de la villa
- Karan Choudhary como Policía1
- Simon Deonarian como Policía 2
- Keshav Moodliar como Sunil
- Sheikh Niloy como Guardia armado
- Rishi Mukherjee como Bellhop
- Sasha Sen como Madre
- Divya Sethi como Sanj

### "2066: Lola"
- Gemma Chan como Natasha Alper
- Tahar Rahim como Ezra Haddad
- Devika Bhise como Lola
- Joaopaulo Malheiro como el joven Ezra Haddad
- Tara Summers como Recepcionista de Tube
- Andrew Richardson como David Alper
- Scarlett Sher como Harlyn
- David Hywel Baynes como X

### "Fiesta de despedida"
- Marion Cotillard como Sylvie Bolo
- Forest Whitaker como August Bolo
- Eiza González como Elodie
- Tobey Maguire como Nic
- Hari Nef como Anna
- Diane Lane como Martha Russell
- Gabriel Gutierrez como Técnico
- Simon Deonarian como Policía 2

### "Recién llegados-2070"
- Diane Lane como Martha Russell
- Kit Harington como Nicholas Bilton
- Marion Cotillard como Sylvie Bolo
- Forest Whitaker como August Bolo
- Eiza González como Elodie
- Tobey Maguire como Nic
- Hari Nef como Anna
- Sprague Theobald como Sr. Palmer
- Simon Deonarian como Policía 2
- Valéry Lessard como Siervo de la I.A.

### Elenco adicional
- Murray Bartlett como Ariel Turner
- Ben Harper como Tyrone Downs

## Capítulos
| Número de episodio | Título               | Director | Escritor                                  | Fecha emisión       |
| ------------------ | -------------------- | -------- | ----------------------------------------- | ------------------- |
| 1                  | 2037                 | ?        | Scott Z. Burns                            | 17 de marzo de 2023 |
| 2                  | Whale Fall           | ?        | Scott Z. Burns                            | 17 de marzo de 2023 |
| 3                  | ?                    | ?        | ?                                         | 17 de marzo de 2023 |
| 4                  | ?                    | ?        | Dave Eggers, Scott Z. Burns               | 24 de marzo de 2023 |
| 5                  | The Explosion        | ?        | Rajiv Joseph                              | 31 de marzo de 2023 |
| 6                  | Lola                 | ?        | Scott Z. Burns & Sarah Nolen, Sarah Nolen | 7 de abril de 2023  |
| 7                  | The Going Away Party | ?        | Bess Wohl                                 | 14 de abril de 2023 |
| 8                  | Newcomen-2070        | ?        | Scott Z. Burns & Dorothy Fortenberry      | 21 de abril de 2023 |

## Producción
En enero de 2020 se anunció que Scott Z. Burns había estado desarrollando una serie antológica sobre el cambio climático que había estado a punto de recibir un pedido de serie por parte de Apple TV+. En diciembre recibiría luz verde oficial para una temporada de diez episodios.
El rodaje de la serie había comenzado en octubre de 2021 en Nueva York bajo el título provisional de Gaia, con Burns como guionista y director, y Meryl Streep, Sienna Miller, Kit Harington, Tahar Rahim, Matthew Rhys, Daveed Diggs, Gemma Chan, David Schwimmer, Adarsh Gourav, Forest Whitaker, Marion Cotillard, Tobey Maguire y Eiza González. La serie ahora sólo duraría una temporada de ocho episodios. En noviembre, Edward Norton, Indira Varma, Keri Russell, Cherry Jones y Michael Gandolfini se incorporaron al reparto. En enero de 2022, se anunciaron castings adicionales que incluían a Murray Bartlett, Yara Shahidi, Diane Lane, Heather Graham y Judd Hirsch. En febrero de 2022 se anunció que Ellen Kuras participaría en la dirección de la serie.